# Jilotepec de Abasolo
Jilotepec de Abasolo est une municipalité de l'État de Mexico, au Mexique. Elle couvre une superficie de 586,53 km2 et compte 87 927 habitants en 2015.